# Казанська Церква (Ростов-на-Дону)
Казанська Церква (Ростов-на-Дону) (рос. Казанская Церковь (Ростов-на-Дону)) — православний храм Північного благочиння Ростовської та Новочеркаської єпархії Московського Патріархату.
Адреса: 344113, Ростовська область, Ростов-на-Дону, пр. Космонавтів, б. 16-а.

## Історія
Храм Казанської ікони Божої Матері був зведений у місті Ростов-на-Дону біля Північного водосховища. Ця територія раніше належала вірменському монастирю Сурб-Хач. Храм засновано у 1996 році у зв'язку з відсутністю православних храмів у великому житловому районі міста. Раніше в цьому районі міста діяв Свято-Казанський храм, зруйнований у 1931 році.
Спочатку в районі будівництва був побудований молитовний будинок, а в 2004 році почалося спорудження кам'яного храму. Свято-Казанський храм був побудований за 3,5 року і розписаний зсередини. 9 листопада 2008 року відбувся чин освячення храму, який провів архієпископ Ростовський і Новочеркаський Пантелеїмон (Долганов).
У даний час храм є сучасною спорудою з опаленням. Будівля храму і дзвіниця цегляні з позолоченими куполами, на дзвіниці знаходяться 9 дзвонів.
Богослужіння проходять кожен день, при храмі влаштовуються благодійні обіди.
Настоятель храму — протоієрей Димитрій Соболевський.
До Свято-Казанського храму приписані каплиці:
- на честь Святого Миколая Чудотворця (на залізничному вокзалі);
- на честь ікони Божої Матері «Одигітрія» (на приміському залізничному вокзалі);
- на честь ікони Божої Матері «Помічниця в пологах» (в медичному центрі «Родина»);
- на честь вмч. Георгія Побідоносця (на заводі «Рубін»).

Престольні свята: Казанської ікони Божої Матері — 21 липня (за новим стилем) (пов'язаний з явленням ікони Пресвятої Богородиці в Казані), 4 листопада (за н. с.) (позбавлення Москви і Росії від навали поляків у 1612 році).
Для храму була написана ікона Покрови Пресвятої Богородиці з річкою Темерник, що протікає в Ростовській області і ростовським храмом Казанської ікони Божої Матері. При храмі працюють духовно-просвітницькі курси, недільна школа, організовуються паломницькі поїздки.